# 조류의 먹이활동

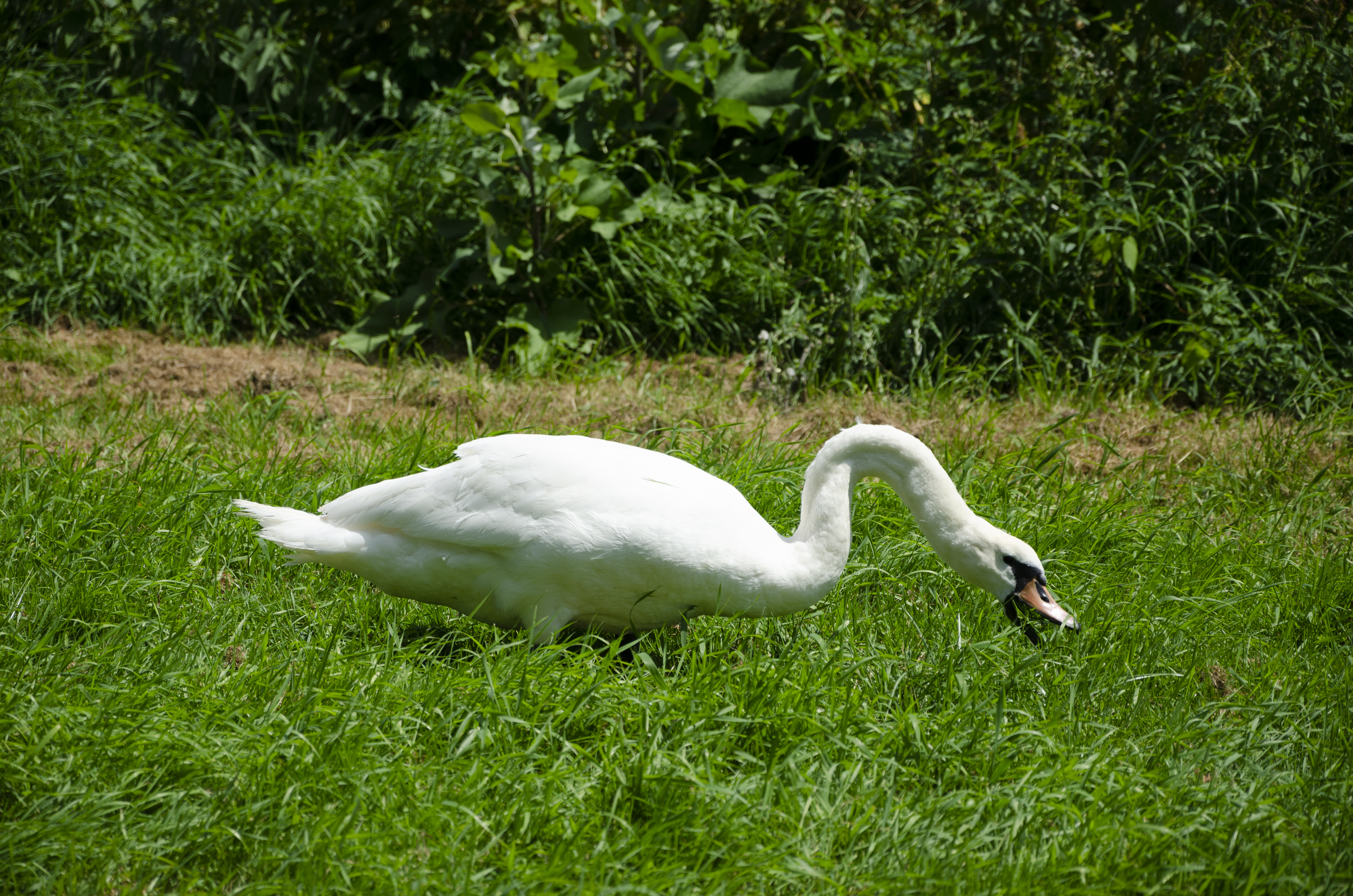
풀을 뜯어먹는 혹고니

조류의 먹이활동(영어: avian foraging)은 새들이 먹이를 찾기 위해 보이는 활동과 행동의 범위를 말한다. 다른 동물 분류군과 비교했을 때 새들은 자신들만이 가진 고유한 신체적 특성뿐만 아니라 먹이활동 면에서도 차이를 보인다. 먹이를 찾는 서식지에 따라 새들은 여러 먹이활동에 따른 길드로 분류될 수 있다. 먹이활동은 먹이를 찾는 것부터 감각 능력을 이용하는 다양한 활동을 포함하며, 한 마리 이상, 혹은 심지어 한 종 이상을 포함할 수 있다. 그 다음에는 먹이를 얻거나 잡기 위한 움직임이 뒤따르며, 섭취 전에 먹이를 손질한다. 모든 유기체는 먹이(섭식)활동을 하는 것과 마찬가지로, 먹이를 찾는 데 소비되는 에너지(탐색, 이동, 포식자 회피, 먹이 취급)와 습득하는 에너지의 균형을 유지해야 한다. 정온동물 중 가장 높은 신진대사율을 보이는 새들은 에너지의 순수한 긍정적인 증가를 할 수 있도록 제한되었고, 진화생태학자들이 최적섭식이론을 제안하도록 이끌었다.

## 에너지학
먹이를 찾는 것은 에너지를 소비하는 것을 포함하고 음식을 찾는 것은 시간과 에너지를 소비할 수 있다. 새들은 그들의 사냥의 효율성을 향상시키기 위해 다양한 접근법을 사용한다. 여기에는 먹이가 풍부한 지역을 찾을 수 있는 많은 눈을 제공하는 무리에서 먹이를 찾는 것이 포함되며, 포식자를 탐지하는 효율성을 높이고 먹이를 다루는 데 소비하는 시간을 증가시키며 개인의 위험을 감소시킴으로써 포식의 위험을 감소시킨다. 예를 들어 개인들이 공동 거주지에서 정보를 교환할 수 있다는 의견이 제기되었다.

## 먹이활동 길드
공통된 서식지나 먹이를 모으는 기반을 공유하는 조류 종의 집합체, 그리고 어느 정도는 먹이를 찾는 기술이 먹이를 찾는 길드 내에서 개념적으로 분류된다. 생태학적 연구를 위해 사료 길드를 분류하려는 다양한 시도가 이루어졌으며 보편적이고 논쟁의 여지가 없는 분류는 존재하지 않는다. 또한 종들은 상황에 따라 여러 사냥 길드에 속할 수도 있다는 점에 유의해야 한다(예: 번식 중, 이주 중, 또는 교란된 서식지). 특정 분류는 생태학 및 행동학 연구에 사용된다. 분류는 종종 여러 계층적 기준에 따라 이루어지며 전체 분류는 여러 용어를 포함할 수 있다. 예를 들어, 새는 "야행성 이삭 식충동물"로 묘사될 수 있으며, 하루의 시간, 먹이, 먹이를 얻는 데 사용되는 기술을 다루고 있다.
주로 북미 조류학자들이 사용하는 용어를 기반으로 한 식품 유형에 대한 길드 분류는 다음과 같다.
- 육식동물 - (먹이) 척추동물
- Crustaceovore- 갑각류
- Insectivore - 곤충
- Molluscivore - 연체 동물
- Piscivore - 물고기
- Vermivore - 다양한 길쭉한 무척추 동물, 특히 annelids
- Sanguinivore - 혈액 공급 (예: oxpeckers, 뱀파이어 땅 핀치 )
- Frugivore - 과일
- Granivore - 씨앗
- Nectarivore - 꿀 (예: sunbirds, hummingbirds)
- 초식 동물 - 식물 (식물 부분)
- 잡식 동물 - 다양한 음식

먹이가 수집되는 서식지 또는 기질에 기반한 길드 분류(일반에서 특정으로)에는 다음이 포함된다.
- 공중선
  - 캐노피
- 지면
  - 목초지
- 수목의
  - 짖다
  - 꽃의
  - 상부 캐노피
  - 낮은 캐노피
  - 덤불
  - 잎
- 물
  - 연안의
    - 해안 해변
    - 해안 바닥
    - 해안 바위
    - 해안 수면

  - 담수
    - 민물 습지
    - 담수 바닥
    - 담수 해안선
    - 민물 표면

  - 진흙
  - 원양
    - 원양 표면

  - 하안 소유자
    - 맨 아래

  - 해안선

채집 기술에 따른 길드 분류는 다음과 같다. 여기에는 다른 관련 동작도 포함될 수 있다.
- 매복/스토킹 - 먹잇감이 손이 닿는 범위 내에 오기를 기다리며 천천히 걷는 것이 포함될 수 있다.
  - 미끼는 약 12종의 왜가리에서 알려진 기술이다. 여기서 왜가리는 물 표면에 깃털이나 작은 물체를 떨어뜨려 물고기를 유인하고 교란을 조사하고 새의 공격 범위 안으로 들어온다.[4] 굴을 파는 올빼미는 딱정벌레를 유인하기 위해 배설물을 사용한다.[5]
  - 발을 휘젓는 동작은 백로가 먹이를 범위 안으로 방해하는 전략의 일부로 사용한다. 변형은 물에 잠긴 퇴적물이 발 중 하나의 느리고 고의적 인 뒤로 끌기에 의해 교란되는 발 긁기이다.[6]
- 체이싱 - 땅에서 먹이를 쫓는 것
- 도약 - 다리에 힘을 실어 점프하는 것
- Dabbling - 수생 조류의 경우, 머리나 목(즉, 부리뿐만 아니라)을 물속에 담그는 것을 포함한다.
- Plunging - 공중에서 물 속으로 뛰어들어 먹이를 부리로 잡거나 입을 벌린 채
- 풋 플런지(Foot Plunging) - 발을 사용하여 먹이를 잡기 위해 공중에서 수면 또는 지면으로 뛰어드는 것을 포함한다.
- 다이빙 - 수생 조류의 경우 전신이 물에 잠긴다.
- 굴착 - 수목류의 새에서 구멍을 뚫어 나무나 나무껍질을 찾는다.
- 해머링 - 멈추지 않고 일련의 쪼아먹기(딱따구리가 사용)
- 스케일링 - 나무껍질을 제거하거나 비집어 나무껍질 아래에서 섭식
  - Remsen과 Scott(1990)은 chisel과 flake와 같은 용어를 보다 구체적으로 정의했다.
- 긁기 - 발을 사용하여 기판 층을 제거한다.
- 불법 복제 또는 Kleptoparasitism - 일부 새가 다른 새가 먹이를 토하게 만드는 데 사용한다. 이것은 맹금류, skuas 및 기타 몇 종을 포함하여 많은 종의 새에서 볼 수 있으며 특히 씨앗을 먹는 새에는 없다. 주로 숙주가 숫자로 발견되고 음식 항목이 크고 눈에 보일 때 발견된다.[7]
- Gleaning - 기판 표면에서 특정 항목을 따기
- Hover-gleaning - 비행 중에 특정 항목 선택
- 방목 - 들판이나 초원에서 풀, 사초 또는 그 씨앗을 섭식
- 탐색 - 부리를 기판에 삽입하고 터치 또는 미각을 사용하여 먹이를 감지한다.
- 맨틀링 - 먹이 주위에 날개와 몸을 펴서 불법 복제로부터 보호한다. 특히 맹금류에서 볼 수 있다.[8]
  - 도구 사용은 일부 새에서 볼 수 있다. 뉴칼레도니아[9]와 하와이 까마귀는 음식[10]을 얻기 위한 도구를 만드는 반면 딱따구리 핀치새는 부리가 삽입되기에는 너무 좁은 나무 구멍에서 먹이를 빼내기 위해 선인장 가시를 사용하는 것으로 알려져 있다.[11]
- Gaping - 부리를 기판에 삽입한 다음 부리를 열어서 들어 올리는 것[3]
- Grubbing - 뿌리와 괴경을 위해 흙을 파다.
- Skimming - 물 위를 낮게 날아 부리를 사용하여 음식 항목을 선택한다.
- 청소 - 쓰레기나 썩은 고기 먹기
- 호킹 (Hawking), 파리 잡기(Fly-catching) 또는 공중 공격(Aerial Sallying)은 일반적으로 날아다니는 곤충인 공중 음식을 얻는 것을 말한다. 새는 일반적으로 먹이를 다루고 섭취하는 동안 날개에 머물러 있다. 플라이캐칭이라는 보다 구체적인 용어는 포획을 위해 농어촌에서 날아가는 새와 먹이를 다루기 전에 먹이와 함께 농어촌으로 돌아가는 곤충을 설명하는 데 사용된다.
  - Flush-and-pursue - 여기서 먹이는 추격하기 전에 먼저 날아간다[3]
- 스크리닝 - 공중 먹이를 잡기 위해 열린 청구서로 비행
- 스트레인 - 부리의 특수 구조를 사용하여 물이나 진흙에서 음식을 걸러낸다.
- 채집 - 기질에서 먹이를 고르는 보다 일반적인 용어

기타 기타 채집 행동은 다음과 같다.
발 떨림 동작은 물갈퀴와 무릎 날개와 같은 물떼새가 사용한다. 그것들은 주로 젖은 토양이나 얕은 물을 건너는 동안 사용된다. 일부 물떼새들은 원을 그리며 빠르게 이동하는데, 여기에는 피루엣 동작으로 가장 잘 알려진 팔라로프가 포함되며, 종종 몸까지 닿는 깊은 물속에서 활동한다. 1915년 독일의 조류학자 오스카르 하인로스(Oscar Heinroth)가 이를 처음으로 기록했다.
발 패들링 은 갈매기과(Laridae) 특유의 먹이를 찾는 습성이다. 이 행동은 얕은 물에 자리를 잡고 있을 때, 때로는 마른 땅이나 짧은 풀밭이나 맨땅 위에 있을 때 나타난다. 갈매기들은 한 지점에 머무는 동안 발을 빠르게 위아래로 움직이며, 이것은 그들이 땅속의 먹이를 감지하고 먹이를 먹는 것으로 생각된다. 이 용어를 설명하는 다른 용어로는 패들링, 퍼들링, 펌핑, 스탬핑, 쿵쿵, 짓밟기, 짓밟기, 밟기, 떨림 등이 있다.  이 습성은 어린 갈매기에게서 발견되며, 선천적인 것으로 간주되어 학습이 필요하지 않다. 그 행동은 일반 관찰자들에 의해 빠른 춤 동작에 비교되어 왔다.